# Золотая тропа
«Золотая тропа» (груз. ოქროს ბილიკი) — советский приключенческий художественный фильм, Тбилисская киностудия, 1945 год.

## Сюжет
Действие фильма происходит в 1918 году. В глухих Алтайских горах находится тайный золотой прииск, который разрабатывают немецкие колонисты. Контрабандой золото перенаправляется в Китай. Чтобы остановить незаконную деятельность и взять добычу золота под контроль новой власти, в район, где происходит добыча, направлен коммунист, командир партизан, Егор Перекрестов. Ему удаётся обнаружить прииск, о чём он направляет ординарца с соответствующим донесением, однако сам погибает вместе со всем отрядом.

## В ролях
- Владимир Чобур
- Пётр Соболевский
- Андрей Файт
- Котэ Даушвили
- Л. Романов
- Виктор Кулаков
- Борис Андреев
- Лейла Абашидзе
- Николай Горлов

## Съёмочная группа
- Режиссёр: Константин Пипинашвили
- Сценаристы: Григорий Колтунов, Константин Пипинашвили
- Композитор: Алексей Мачавариани, Иван Гокиели
- Оператор: Феликс Высоцкий